# علی‌آباد جهر
علی‌آباد جهر، روستایی است از توابع بخش مرکزی شهرستان کرمان در استان کرمان ایران.

## جمعیت
این روستا در دهستان زنگی‌آباد  قرار داشته و براساس آخرین سرشماری مرکز آمار ایران که در سال ۱۳۸۵ صورت گرفته، جمعیت آن  ۴۴نفر (۶خانوار) بوده‌است.